# 龙卡代
龙卡代（義大利語：Roncade），是意大利威尼托大区特雷维索省的一个市镇。总面积61平方公里，人口14041人，人口密度230.2人/平方公里（2009年）。国家统计（ISTAT）代码为026069。